# Svatá Wenna (královna)
Wenna (asi 474–544) byla královna a cornwallská a velšská světice ze 6. století. Založila kostel sv. Wenny v Morvalu v Cornwallu. Její svátek v katolické církvi je 18. října.

## Rodina
Wenna byla ve Walesu nazývána Gwen ferch Cynyr a byla dcerou Cynyra Ceinfarfoga z Caer Gochu v Pembrokeshire.
Provdala se za cornwallského krále Salomona Cornwallského a stala se matkou sv. Cybi.
Byla také sestrou sira Kaye z legendy o králi Artušovi a Nona Bretaňského, a tedy tetou sv. Davida, patrona Walesu.
Neměla by být zaměňována se svou tetou, také zvanou Wenna, která také zakládala kostely v Cornwallu.
Podle raných výkladů velšské verze artušovské legendy vyrůstala s králem Artušem.